# Algirdas Jurevičius
Algirdas Jurevičius (ur. 24 marca 1972 w Jewiach) – litewski duchowny rzymskokatolicki, biskup pomocniczy kowieński w latach 2018-2020. Od 2020 biskup diecezjalny diecezji telszańskiej.

## Życiorys
Święcenia kapłańskie otrzymał 26 grudnia 1996 i został inkardynowany do diecezji koszedarskiej. Po święceniach przez kilka lat pracował duszpastersko, a następnie pełnił funkcje m.in. ekonoma diecezjalnego oraz wikariusza generalnego.
2 lipca 2018 papież Franciszek mianował go biskupem pomocniczym archidiecezji kowieńskiej, ze stolicą tytularną Materiana. Sakry udzielił mu 19 sierpnia 2018 arcybiskup Lionginas Virbalas.
1 czerwca 2020 tenże sam papież przeniósł go na stanowisko biskupa ordynariusza diecezji telszańskiej.